# 米克斯 (喬治亞州)
米克斯（英語：Meeks）是位於美國喬治亞州約翰遜縣的一個非建制地區。該地的面積和人口皆未知。

## 地理
米克斯的座標為32°37′08″N 82°33′24″W / 32.61889°N 82.55667°W，而該地的平均海拔高度為103米（即338英尺）。